# جيري ميرفي (لاعب كرة قدم)
جيري ميرفي (بالإنجليزية: Gerry Murphy) هو لاعب كرة قدم ومدرب كرة قدم أيرلندي، ولد في 22 يوليو 1943 في دبلن في جمهورية أيرلندا.